# Kovlands IF
Kovlands IF, KIF är en idrottsklubb från Kovland i Sundsvalls kommun, Medelpad. Föreningen bildades 4 mars 1903 och arrangerade sin första tävling i form av ett 17 km långt skidlopp den 15 mars samma år.  Kovlands IF äger och driver dansbanan och parken Ånäsparken samt idrottsanläggningen Ånäsvallen med flera fotbollsplaner, friidrottsbanor och flera byggnader. Anläggningen och parken ligger längs Sättnaåns lopp genom Kovland. Klubbens fotbollssektion är ansluten till Medelpads Fotbollförbund. 

## Om klubben
Klubben har sektioner för längdskidåkning, orientering, skidorientering, friidrott, fotboll (både dam och herr), gymnastik och varpa. Tidigare bedrev föreningen även ishockey men sektionen har brutit sig ut och är sedan år 2000 en egen förening under namnet Kovlands Ishockeyförening med A-lag i division 1. Fram till 1970 fanns även en framgångsrik sektion som bedrev brottning med deltagande i fyrstadsbrottningen och ett individuellt SM-guld , klubbens första SM-guld erövrat 1959 av Per-Arne Ytterström. Flest SM-medaljer har tagits i de relativt smala idrotterna skidorientering och varpa men klubben har även haft relativt god framgång i orientering och skidorientering med flera världsmästare i föreningen. Klubben har också fått fram flera idrottare som representerat Sverige i friidrottslandskamper. Inom lagidrotterna har ishockeyn som bäst nått kvalserien till näst högsta serien och fotbollen har som bäst nått division IV. 
Damfotbollslaget spelade i Sveriges högsta division 1978. 

## Framgångsrika idrottare från Kovlands IF
- Per-Arne Ytterström, svensk mästare och landslagsman i brottning.
- Arja Hannus, världsmästare i orientering och skidorientering.
- Annika Zell, världsmästare i skidorientering
- Magnus Löfstedt, världsmästare i skidorientering
- Erik Svensson, svensk mästare och landslagsman i orientering
- Ann Larsson, svensk mästare och landslagsåkare i skidorientering
- Maria Sjölén, friidrottslandslaget i diskus
- Karin Ring med flera, flerfaldiga SM-vinnare i Varpa
- Peter Smedberg, fd ishockeyspelare i bland annat MODO Hockey, Timrå IK och IF Sundsvall Hockey
- Henrik Österholm, ishockeyspelare, tidigare i elitserielaget Timrå IK och IF Sundsvall Hockey
- Johan Edin, längdskidåkare, främsta grenen är sprint där Johan bland annat representerat Sverige i världscupen.